# Namibische Grenze

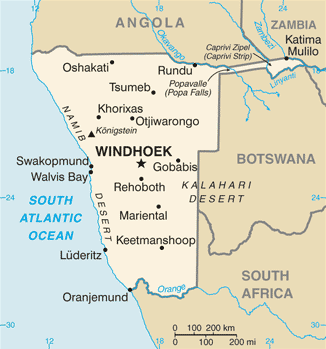
Namibia

Die Grenzen Namibias sind etwa 5800 Kilometer lang, davon etwa 4200 Kilometer Landgrenzen.

## Geographie
Namibia hat vier Nachbarstaaten:
- Angola mit einer Grenzlänge von etwa 1427 km,
- Botswana mit etwa 1544 km,
- Südafrika mit etwa 1005 km und
- Sambia mit etwa 244 km.[2]

Die Küstenlinie am Südatlantik beträgt etwa 1570 km.
Die Landgrenze folgt teils natürlichen orographischen Formen, insbesondere am Oranje im Süden nach Südafrika, am Kunene im Norden nach Angola sowie am Linyanti und Sambesi im Nordosten. Die Grenze zu Botswana, einschließlich des Caprivizipfels, folgt weitestgehend dem Verlauf wie im Abkommen zwischen dem Vereinigten Königreich und dem Deutschen Reich vom 1. Juli 1890 beschlossen. Ein Abkommen aus dem Jahr 2018 klärt Teile der Grenzziehung zwischen Namibia und Botswana im Osten des Caprivizipfels. Dieses wird durch die dortigen Caprivianer nicht akzeptiert und hat zu zahlreichen bilateralen Zusammenstößen, auch mit Todesopfern auf namibischer Seite, geführt.
Von 1990 bis 1994 grenzte Namibia auch im Westen an Südafrika, das bis dahin Walvis Bay als Exklave beanspruchte.

### Vierländereck
An der Stelle des Zusammenflusses der Ströme Cuando und Sambesi treffen die Staatsgrenzen von Botswana-Namibia-Sambia und Sambia-Simbabwe-Botswana in etwa 100 Meter Entfernung aneinander. Scheinbar entsteht somit ein Vierländereck Namibia-Sambia-Simbabwe-Botswana. Allerdings ist die Grenzziehung umstritten – in einer Variante ist es ein echtes Vierländereck.